# O Liberal Pernambucano
O Liberal Pernambucano foi um periódico de cunho político e social publicado na província de Pernambuco, Brasil, entre os anos de 1852 e 1858, , 
De periodicidade diária, órgão do Partido Liberal, tinha como redator chefe o jornalista Antonio Vicente do Nascimento Feitosa, conhecido apenas por Nascimento Feitosa.
Seu primeiro número foi publicado em 7 de setembro de 1852. De periodicidade diária, foram publicados 2166 números.